# Европейское железнодорожное агентство
Европейское железнодорожное агентство — одно из агентств Европейского союза. Решение о его создании было принято в апреле 2004 года. У агентства есть два главных центра, оба находятся в департаменте Нор, северная Франция. Штаб-квартира вместе со всеми отделениями находится в городе Валансьен, международные конференции и встречи проходят в городе Лилль.
Деятельность в полном объеме началась в середине 2006 года. Всего в организации работают чуть более ста сотрудников. Деятельность агентства направлена на создание конкурентоспособной европейской железнодорожной сети за счет увеличения межграничного пропускного потока и обеспечения требуемого уровня безопасности. Европейское железнодорожное агентство устанавливает стандарты для европейских железных дорог в регламенте «Технические спецификации взаимодействия». При осуществлении своего мандата Европейское железнодорожное агентство тесно сотрудничает с двумя заинтересованными сторонами — Европейской комиссией и представителями правительств, с одной стороны, и партнерами в железнодорожном секторе, железнодорожными работниками и пассажирами, с другой.

## Цель агентства
Целью Европейского железнодорожного агентства является помощь в создании Европейской интегрированной железной дороги и укрепление безопасности на ней. Его главная задача — создание и развитие общих технических стандартов (включая TSI), работая вместе с государственными властями и европейскими учреждениями. Оно оказывает поддержку и дает технические советы.
В задачи агентства входит также контроль за выполнением государствами-членами директив и уведомлений.

## Разногласия поЕвростару
В 2010 французский министр транспорта предложил Европейскому железнодорожному агентству выступить посредником по проблеме с Евростаровским подвижным составом. Евростар ранее использовал поезда, сделанные французским производителем Alstom. Но когда Евростар выбрал подвижной состав, произведенный компанией Siemens Mobility, Alstom и французское правительство воспротивились, заявив, что новый подвижной состав не соответствует требованиям безопасности туннеля. Предложение компании Alstom о запрете не было поддержано Верховным судом в Лондоне, но французский министр попросил агентство вмешаться. Также он предложил агентству начать разработку новых правил безопасности для Евротоннеля.